# Colours (Michael Learns to Rock)
Colours è il secondo album in studio del gruppo musicale danese Michael Learns to Rock, pubblicato il 1º ottobre 1993 in Europa e il 24 ottobre successivo nel Nord America.

## Tracce
1. Wild Women – 3:53
2. Something Right – 3:35
3. Sleeping Child – 3:33
4. I'm Gonna Come Back – 4:11
5. Complicated Heart – 4:24
6. 25 Minutes – 4:20
7. You Keep Me Running – 3:34
8. Out of the Blue – 3:58
9. Ocean of Love – 4:47
10. I Wanna Dance – 3:48

### Tracce bonus rimasterizzazione 2014
1. Sleeping Child (special remix) – 4:10
2. Sleeping Child (demo) – 3:45
3. 25 Minutes (demo) – 4:22
4. Never Ending Sunrise – 4:19
5. Something Right (versione Puk Studio) – 3:30
6. Wild Women (acustica) – 4:02
7. Complicated Heart (versione senza batteria) – 4:24
8. Out of the Blue (demo) – 4:34